# Телебачення Грузії
Телебачення в Грузії було впроваждено в 1956, коли Грузія була відома як Грузинська РСР.

## Список каналів
Це список телевізійних каналів, які транслюються з Грузії на  грузинській мові.

### Публічні
| Назва                           | Власник                   | Почав мовлення | Припинив мовлення |
| ------------------------------- | ------------------------- | -------------- | ----------------- |
| Перший канал (Грузія) (1TV)     | Суспільне мовлення Грузії | 30 грудня 1956 |                   |
| Другий канал (Грузія) (2TV)     | Суспільне мовлення Грузії | 1991           |                   |
| Перший інформаційний кавказький | Суспільне мовлення Грузії | 4 січня 2010   | 20 жовтня 2012    |

### Приватні
| Назва                             | Власник                     | Почав мовлення |
| --------------------------------- | --------------------------- | -------------- |
| Аджара ТБ (груз. აჭარის ტელევიზია | -                           | 1987           |
| Руставі 2 (груз. რუსთავი 2)       | Компанія мовлення Руставі 2 | 1994           |
| Маестро ТБ (груз. მაესტრო)        | -                           | 1995           |
| Imedi TV                          | Медійна група Імеді         | 2003           |
| TV 9                              | -                           | 1995           |
| Альт-Інфо                         | ТОВ «Альт-Інфо»             | 2019           |